# Al Idrisi (Schlammvulkan)
Al Idrisi ist ein untermeerischer Schlammvulkan im Atlantischen Ozean westlich von Marokko. Er ist mit einer Höhe von 255 Metern über dem Meeresgrund und einem Durchmesser von 5,4 Kilometern der größte Schlammvulkan des El Arraiche mud volcano field nahe dem marokkanischen Festlandsockel im Golf von Cádiz. Das Gebiet mit seinen Karbonat-Hügeln und Schlammvulkanen wurde im Mai 2002 durch das belgische Forschungsschiff RV Belgica entdeckt.
Der höchste Punkt des Al Idrisi liegt etwas weniger als 200 Meter unter dem Meeresspiegel. Der Vulkankegel ist in Richtung des offenen Meeres von einem tiefen, hufeisenförmigen Graben umgeben. Die Flanken sind dick mit kürzlich hervorgeqollenem Schlamm bedeckt, der in dicken, bauchigen Strömen in den Graben fließt. Der Krater weist einen wohlgeformten äußeren Ring und einen inneren Dom auf. Die Ausbrüche erfolgen phasenweise und scheinen bei den Schlammvulkanen der Umgebung mehr oder weniger synchron zu erfolgen.
Benannt ist der Schlammvulkan nach dem in Nordafrika geborenen Kartografen, Geografen und Botaniker al-Idrisi, der im 12. Jahrhundert lebte.